# Fjordcenter Jyllinge
Fjordcenter Jyllinge var et museum i Jyllinge ved Roskilde Fjord, der beskæftigede sig med historien om den nordlige del af Roskilde Kommune, kaldet Gundsøegnen, gennem udstillinger om jagt, fiskeri og landsbyliv. Derudover var der året igennem skiftende særudstillinger. I 2012 besluttede bestyrelse i Roskilde Museum at lukke centret grundet besparelser.
På museet fandtes et lokalhistorisk arkiv og et informationscenter om lokalhistorien.
Endvidere omfattede museet et haveanlæg med omkring 100 læge- og krydderurter, samt en terrasse med en udsigt over fjorden og adgang til museets samling af fartøjer. 